# Cantonul Estaing
Cantonul Estaing este un canton din arondismentul Rodez, departamentul Aveyron, regiunea Midi-Pyrénées, Franța.

## Comune
| Comune      | Populație (1999) | Cod poștal | Cod INSEE |
| ----------- | ---------------- | ---------- | --------- |
| Campuac     | 448              | 12580      | 12049     |
| Coubisou    | 532              | 12190      | 12079     |
| Estaing     | 610              | 12190      | 12098     |
| Le Nayrac   | 565              | 12190      | 12172     |
| Sébrazac    | 517              | 12190      | 12265     |
| Villecomtal | 438              | 12580      | 12298     |